# Jes Holtsø
Jes Holtsø (ur. 30 grudnia 1956 w Kopenhadze) – duński aktor. Występował w roli Børge Jensena, syna Kjelda, w serii Gang Olsena.
Do obsady serii trafił ze względu na noszone okulary z grubymi szkłami, co czyniło odgrywaną postać bardzo charakterystyczną. Jako dorosły aktor zagrał tylko jedną rolę – Børge Jensena w Gang Olsena: Ostatnia misja (1998).
W 2009 roku wystąpił w duńskiej wersji „Got Talent”, awansował do półfinału.